# Ligularia narynensis
Ligularia narynensis là một loài thực vật có hoa trong họ Cúc. Loài này được (C.Winkl.) O.Fedtsch. & B.Fedtsch. mô tả khoa học đầu tiên năm 1909.